# Ediakara-fauna

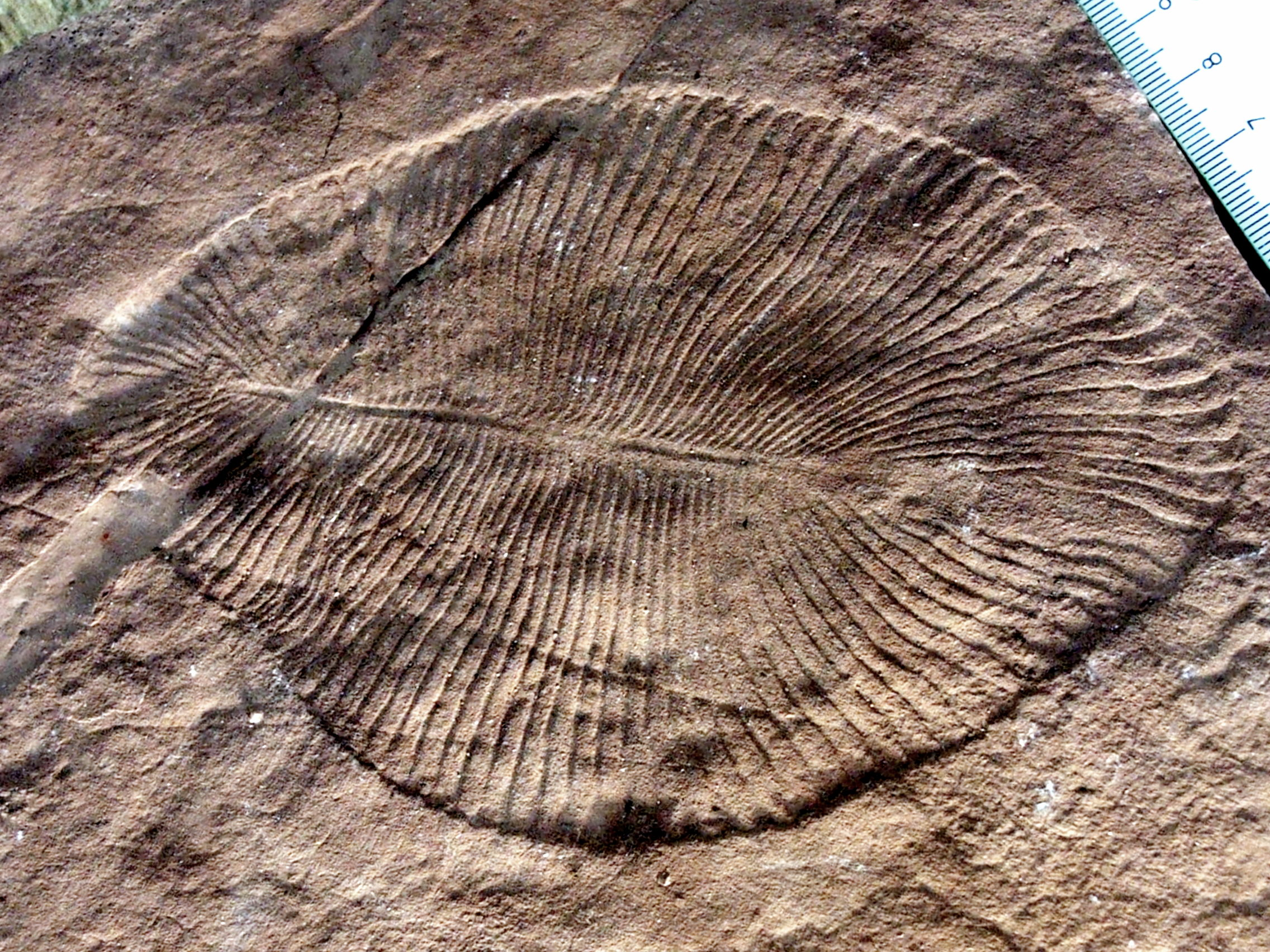
A Dickinsonia costata, az ediakara élőlénykör egyik jellegzetes tagja

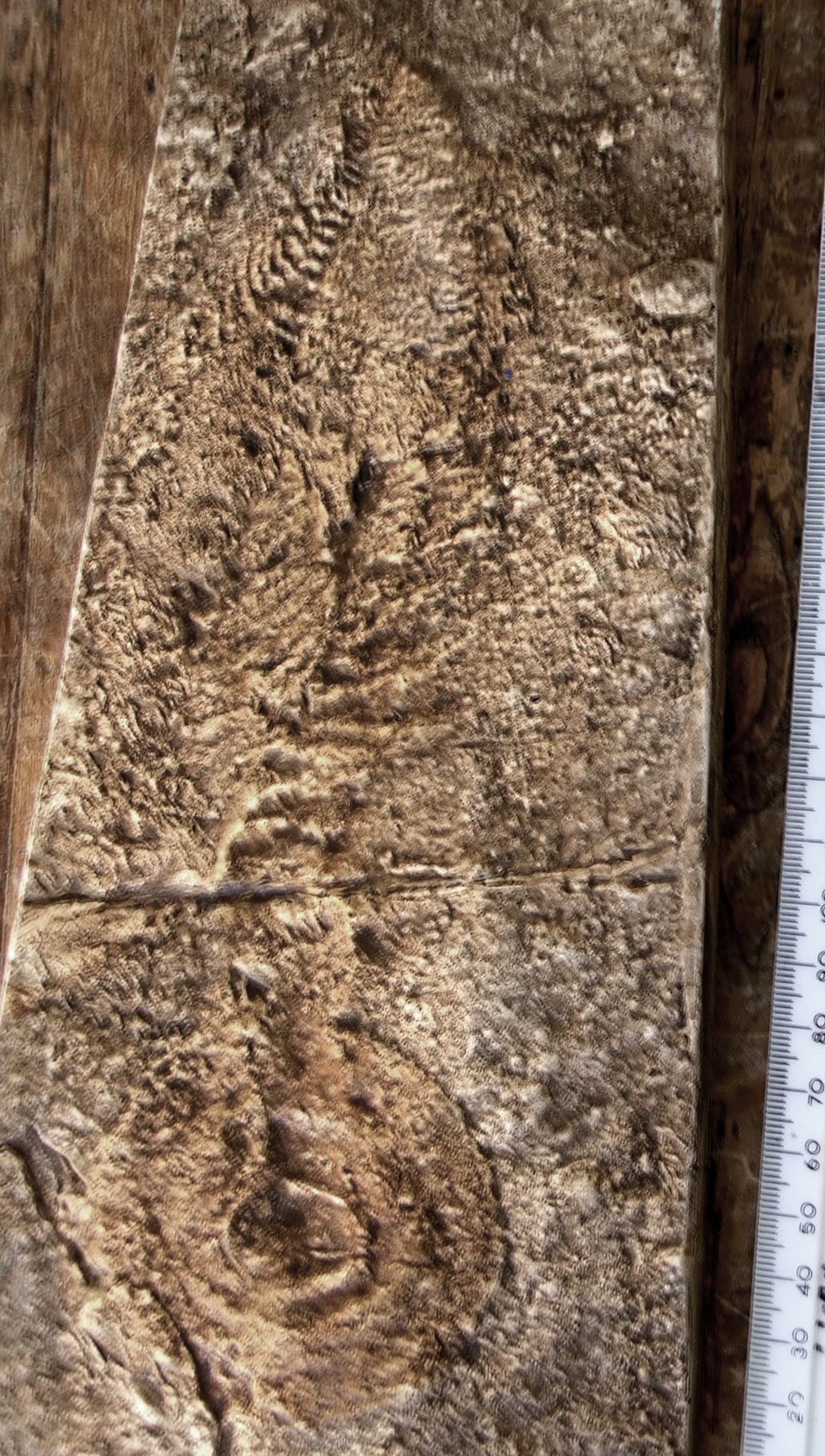
A Charniodiscus maradványa alig több egy texturált kőfelületnél

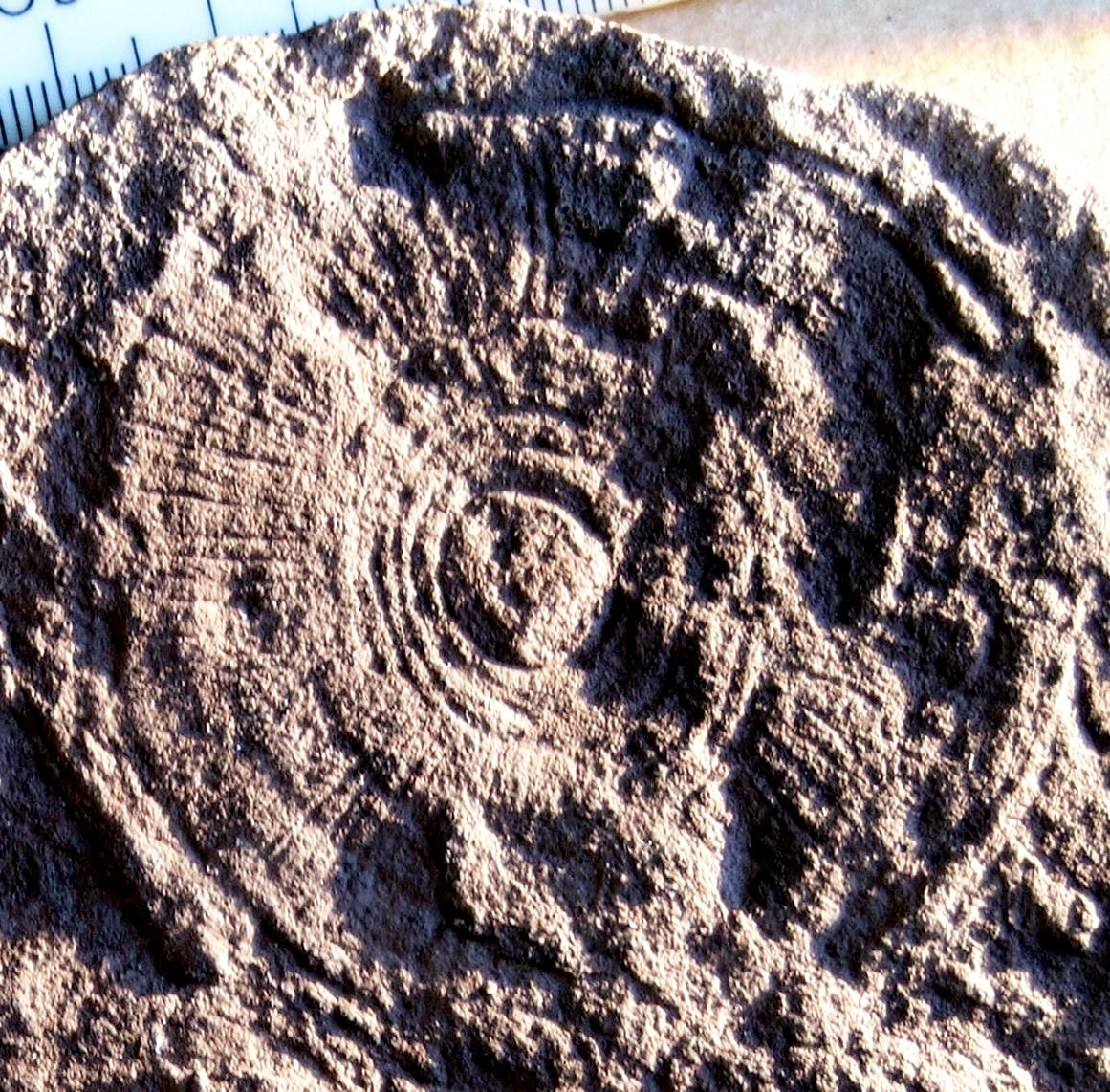
A Cyclomedusa is teljesen ismeretlen jellegű élőlény

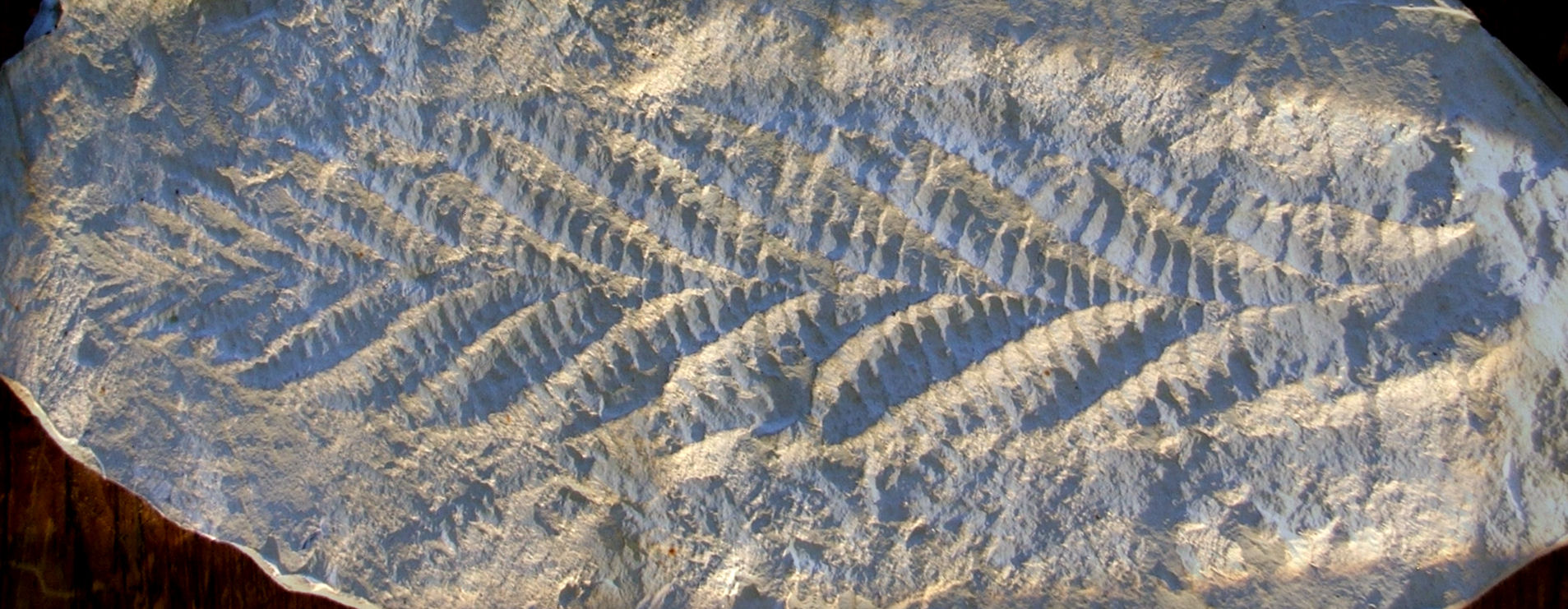
A Charnia, ami lehet állat és növény is

Az ediakara-fauna a neoproterozoikum végéről, az ediakara időszakból származó, a világ több pontjáról előkerült fosszíliák által ismert élőlénytársulások összessége. Ez nem köthető sem a korábbi prekambriumi, sem a későbbi fanerozoikumi biótákhoz, és ezek a legrégebbi életközösségek, melyekből többsejtű állatok ismertek. A név pontatlan, mivel egyrészt az életközösségeket nem csak állatok képezték (a fauna szó erre utal), másrészt egyes élőlényekről az sem állítható biztosan, hogy állatok voltak (például Rangea, Charnia, Charniodiscus). Azonban az irodalom továbbra is így használja, mert megszokott, ezenkívül az angol ediacara biota kifejezés pontos fordítása, az ediakara-élővilág egyáltalán nem honosodott meg. Elnevezési lehetőség lenne még a biocönózis, azaz „életközösség”, ez azonban az őslénytanban a „sírközösség” ellentétét jelöli, így szintén nem megfelelő névnek, mivel az ediakara élőlénykör akár sírközösség is lehet.
Életmódjukról több elmélet is született, a mai napig nem teljesen tisztázott. Egyes vélemények szerint heterotróf szuszpenzióevők, esetleg kemo- vagy fotoszintetizálók voltak, esetleg kemo- vagy fotoszimbiontákkal éltek együtt. Az élőlénykör tanulmányozása fontos információkat adhat a későbbi ökológiai rendszerek fejlődéséről.

## A megismerés története
Az első ediakarai fosszíliát (Aspidella terranovica Billings, 1872) Murray találta meg Új-Foundlandon, 1868-ban, de akkor még úgy vélte, hogy kambriumi maradványról van szó. Több maradvány is előkerült a világ különböző pontjairól (Namíbia, Ausztrália), de ezeket is kambriuminak gondolták, egészen 1957-ig, amikor Nagy-Britanniában biztosan ismert korú neoproterozoos képződményekből elő nem került egy az ediakara-biótára jellemző Charnia. Glassner ismerte fel a kapcsolatot az előbb említett brit fosszília és a korábban megtalált „kambriumi” maradványok között. A bióta, és az Ediakara földtörténeti időszak, az ausztráliai Ediacara dombságról kapta a nevét, francia közvetítéssel (Ediacarien), később ez vált hivatalossá. Régebben használták a sinai vagy vendi elnevezést is.
További maradványok kerültek elő például a Taconi-övből Észak-Amerikából, az  Aravalli-övből Indiából, a Petermann-övből Ausztráliából, a Beardmore-övből az Antarktiszról. (Az „öv” kifejezés hegységképződési, azaz orogén övként értendő, ami a prekambrium végén létezett Rodinia szuperkontinens nagy hegységképződési időszakára utal).

## A fosszíliák megőrződése
A bezáró homokkő három dimenzióban őrizte meg a maradványokat, ezért azoknak jól ismert az alakjuk, de a belső morfológia (szemben például a Burgess-fauna tagjaival) nem őrződött meg, ezért ezeknek a lényeknek a hozzávetőleges rendszertani beosorolása sem ismert, sőt, egyesek szerint nem is biztos, hogy állatok. A legutóbbi felfedezések alapján azonban legalább a Dickinsonia biztosan az állatok közé tartozik, a kövületben talált koleszterinmolekulák alapján.
Egy elmélet szerint a kiváló háromdimenziós megtartás az egyébként aránylag durva szemcsézettségű homokkőben arra utal, hogy nem egy egyszeri szerencsés lágytestmegőrződésről van szó. Ezt a vélekedést az is alátámasztja, hogy ezek a lények kanadai, szibériai, dél-afrikai, indiai, és más egykorú kőzetekből is előkerültek, azaz szerkezetük meglehetősen ellenálló lehetett és könnyen fosszilizálódott. Ehhez egyrészt az kellett, hogy ne fogyasszák el a tetemeket dögevők, másrészt, hogy elég szilárd kutikulával rendelkezzenek. Létezik olyan vélemény is, hogy az ediakarai lények valamilyen szimbionta állati-növényi sejtközösségek vagy egyenesen növények lettek volna matracszerű, erős külső kutikulával fedve.

## A bióta élőlényei
A legtöbb faj csalánozó-szerű forma, toll, diszkosz, fekvő toll, korong alakú lények és üregkitöltések ismertek. Valószínűleg a Kimberella egy ősi, váz nélküli puhatestű, a Pterinidium pedig bőrkorall-szerű lény lehetett. A Sprigginát sokan ősi ízeltlábúnak tartják, más vélemények szerint rövid nyelű Pterinidium-változat lehetett. Minden leletre igaz, hogy érzékszerveket nem sikerült felfedezni ezeken az élőlényeken, szemben például a Burgess-fauna szemekkel, csápokkal ellátott állataival. Sok esetben nem nyilvánvaló, hol lehetett a fej. A Dickinsonia és a Spriggina, valamint a Kimberella esetében a kétoldali szimmetria mellett kijelölhető egy elülső és egy hátulsó testtáj is, a Pteridinium esetében pedig egyértelműen látszik az a talpkorong, amivel az állat eredetileg rögzítette magát a homokos aljzaton. A Tribrachidium egy elég rejtélyes lény, amely leginkább egy kettévágott narancsra emlékeztet.

## Rendszertani problémák
Az ediakara élőlénykör leleteinek taxonómiai hovatartozása is régóta megoldatlan, sok szerző eltérő állásponton van e tekintetben. Az 1960-1980-as években a legtöbb szerző a mai állatok „közös őseit” látták bennük (pl. a Charnia a csalánozóké, a Dickinsonia a soksertéjű férgeké, a Vendia a trilobitomorpháké, stb). Az 1980-as évek közepétől azonban teret nyert Seilacher elképzelése, hogy az ediakara-bióta a természet „elhibázott kísérlete” volt, a hasonló megjelenés a konvergens fejlődésnek köszönhető, emiatt bevezette a Vendobionta regnumot. Jelenleg molekuláris filogenetikai vizsgálatok alapján egyes ediakarai taxonok, mint „stem group” jelenik meg (pl. ízeltlábúaké, puhatestűeké, férgeké, tüskésbőrűeké), mások korona kládként jelennek meg (pl. szivacsok, csalánozók). A Rangeomorphák feltehetőleg törzs szintű különálló csoport lehetett, a szivacsok és a csalánozók „között”.

## Ediakarai együttesek

### Avalon együttes
A legidősebb közösség, megközelítőleg 575-560 millió éves. Általában mélytengeri környezetben élt az együttes (Új-Foundland, Anglia), de egyes ehhez hasonló, de fiatalabb társulások megjelentek sekélyebb környezetben is (pl. Szibéria). Az együttes uralkodó formái a Rangeomorphák.

### Fehér-tengeri együttes
A legidősebb ilyen típusú közösség körülbelül 560 millió éves, a legfiatalabbak a kambrium bázisához közel jelennek meg. Legtipikusabb feltárásai a Fehér-tenger partján, illetve Ausztráliában találhatók. A nagyobb diverzitású közösség sekély tengerben, a hullámbázis és a viharhullámbázis között élhetett, legtipikusabb tagjai a korong alakú és páfrányszerű formák, az életnyomokból feltételezhetően sok bilaterális szimmetriával rendelkező mozgó formák is gyakoriak voltak, azonban ezek nem fosszilizálódtak. Az alacsonyabb diverzitású közösség a parttól távol, lejtőkörnyezetben élhetett. Alacsonyabb diverzitású, Fehér-tengeri típusú együttes található Észak-Norvégiában, Szibériában, az Urálban, valamint Kanadában.

### Nama együttes
Nevét a legjobb feltárásról kapta Namíbiából. A közösség 549-542 millió év között élt mind sekélytengeri, mind mélytengeri környezetben. Az együttest főként páfrány-szerű szervezetekből, bilaterális szimmetriával rendelkező élőlények járatai, valamint szilárd vázas többsejtű élőlények alkotják.

## Az ediakara-bióta fejlődéstörténete

### Korai, mélytengeri szakasz (575-560 millió év között)
A legismertebb feltárása az új-foundlandi Avalon-félszigeten található. A Gaskiers-eljegesedést követően 5 millió évvel már komplex többsejtű ökoszisztémák alakultak ki a mélytengerekben (egyes képviselőik elérték a 2 m-es hosszúságot). Ebben a szakaszban, már kialakulnak különböző ökológiai fülkék, de semmi nyomát nem lehet találni a mozgásnak. Az élőlények között gyakorlatilag nem volt interakció.

### Virágkor (560-542 millió év között)
Ekkor érte el a bióta a legnagyobb diverzitását, és elterjed a sekélytengerekben is. Megjelennek az életnyomok, amit bilaterális szimmetriával rendelkező élőlények hagytak maguk után. Ekkor jelennek meg az első meszes csövek és kelyhek (550 millió éve). Ekkor már bizonyíthatóan megjelent a ragadozó életmód is, mivel egy ilyen meszes kelyhen maró szervezetek nyomát fedezték fel.

### Az ediakara-bióta végzete
Az ediakara végén bizonyíthatóan kihalási eseménnyel kell számolni, ami az ediakara-bióta jelentős részének végét jelentette. Azonban a kevés túlélő sem tudott megbirkózni a kambriumban bekövetkezett új innovációkhoz (hatékony ragadozás, beásó életmód, stb.), ami számukra végzetesnek bizonyult.

## Galéria

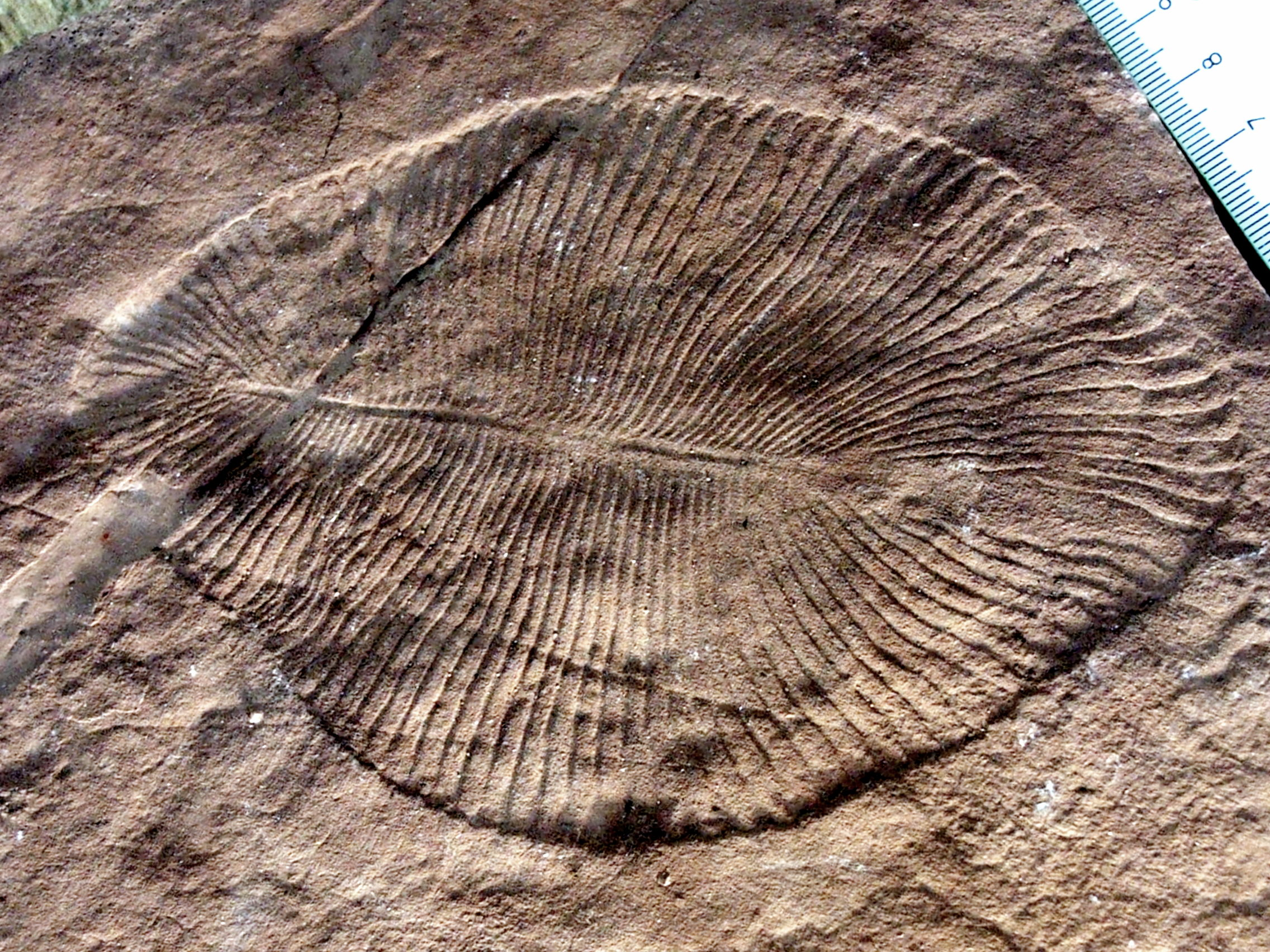
Dickinsonia
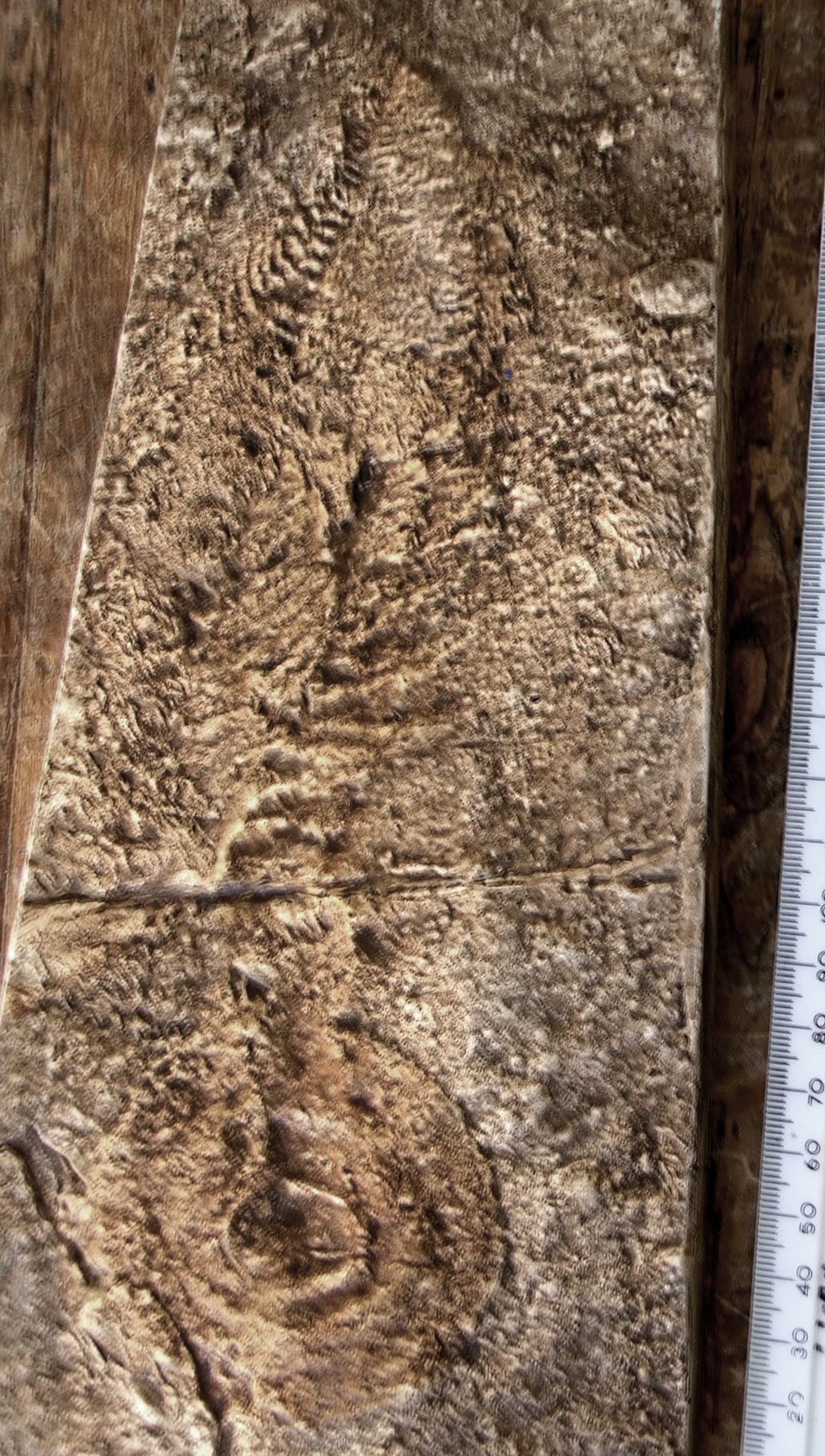
Charniodiscus
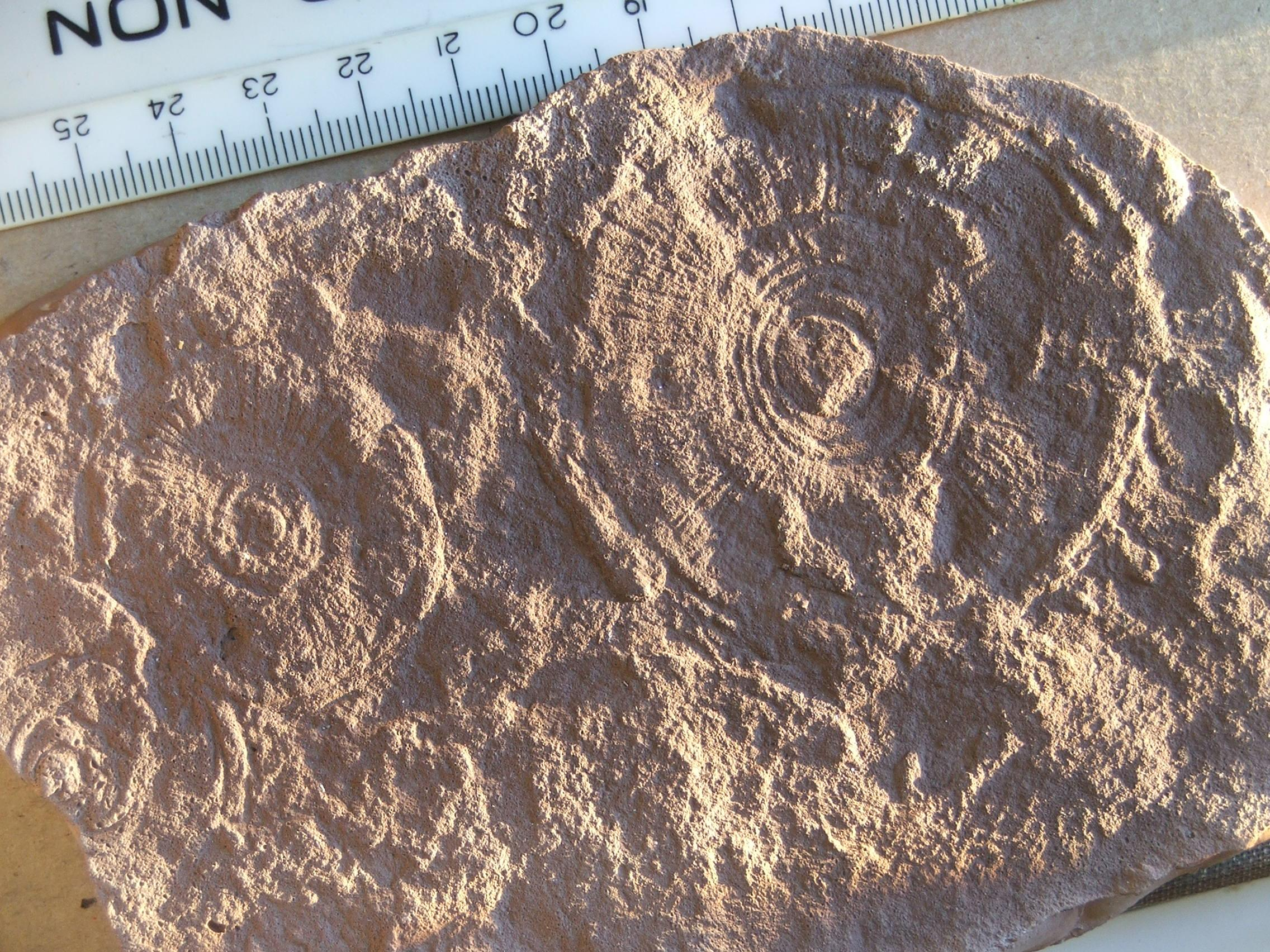
Cyclomedusa
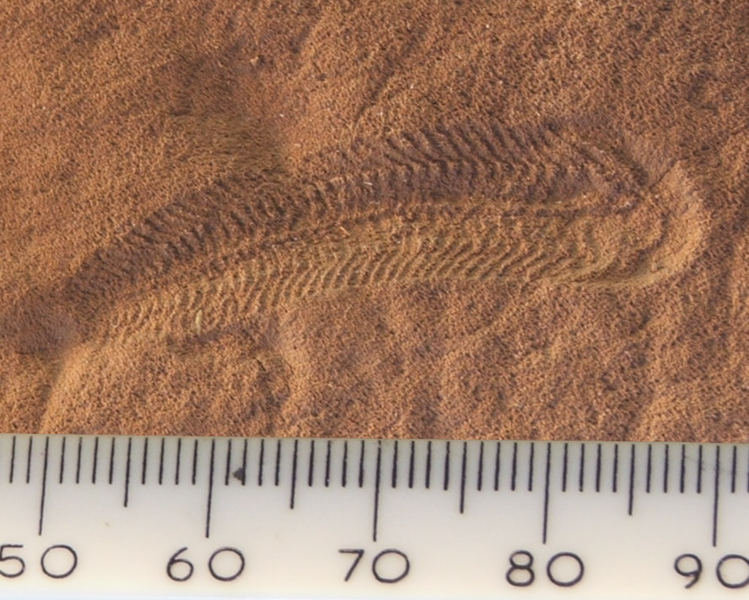
Spriggina
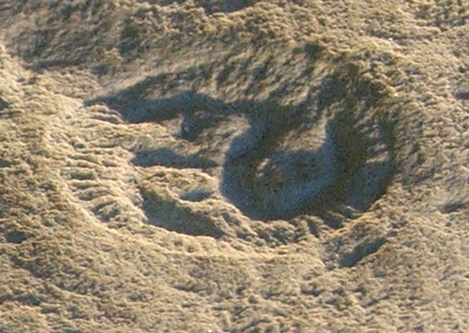
Tribrachidium
Yorgia
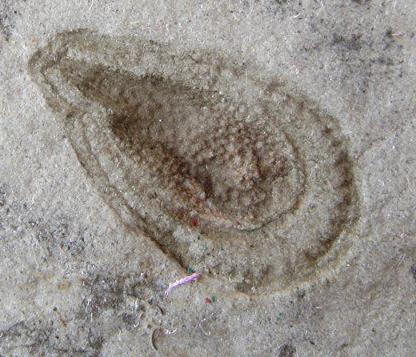
A Kimberella lenyomata
Kimberella lágytestének rekonstrukciója
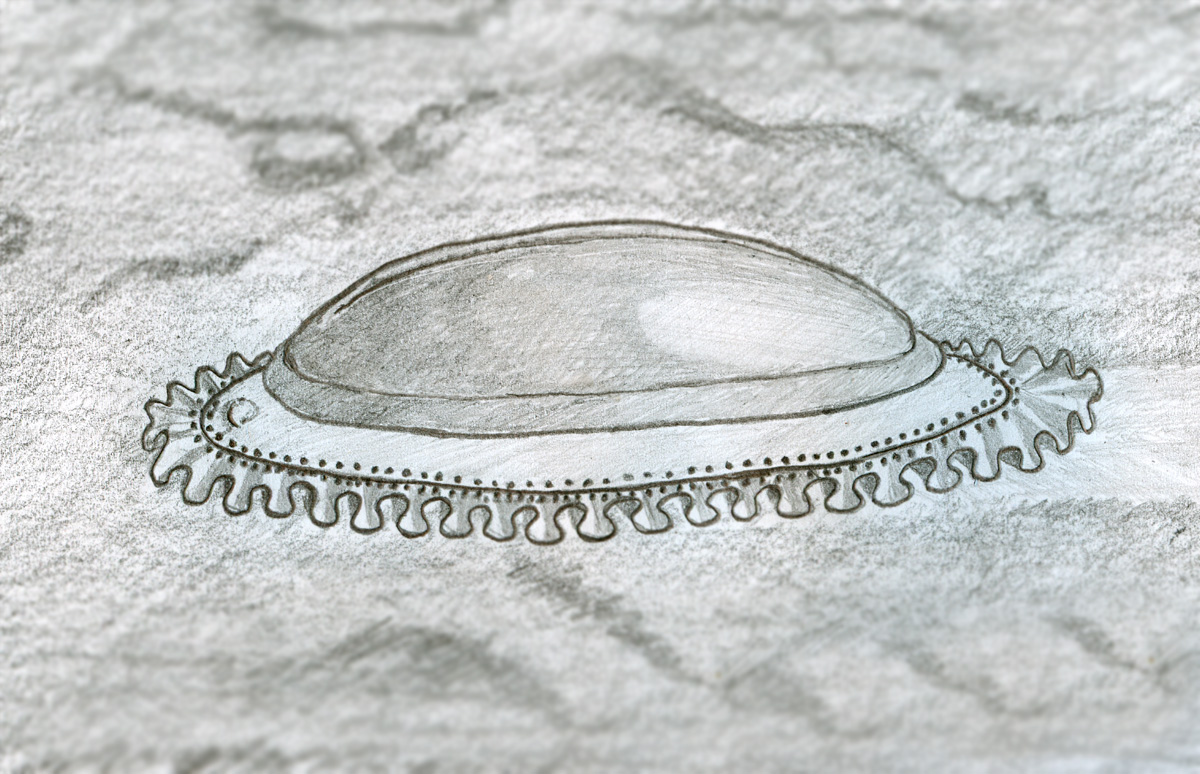
Kimberella fantáziarajza
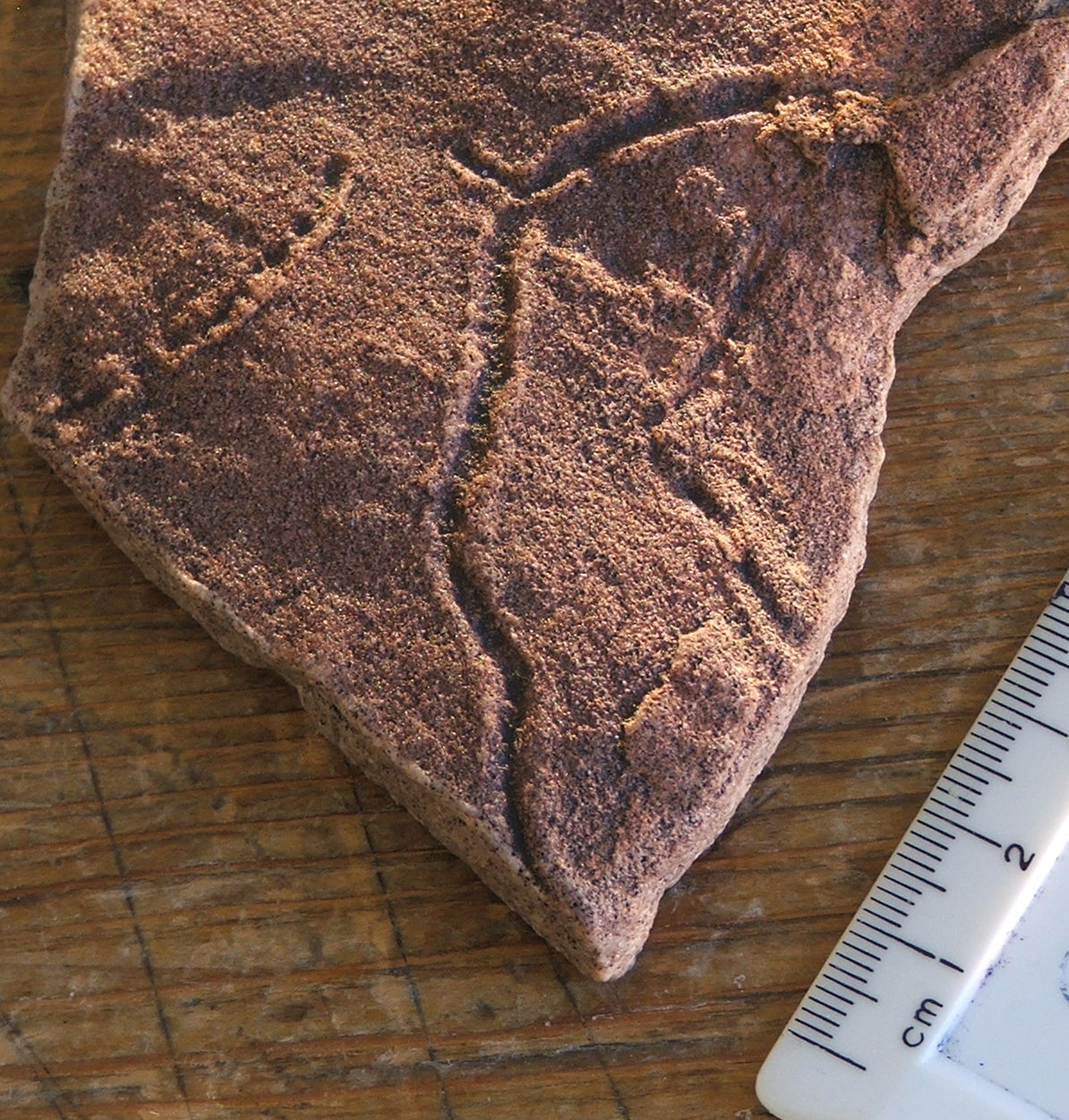
életnyomok az edikarai homokkőben
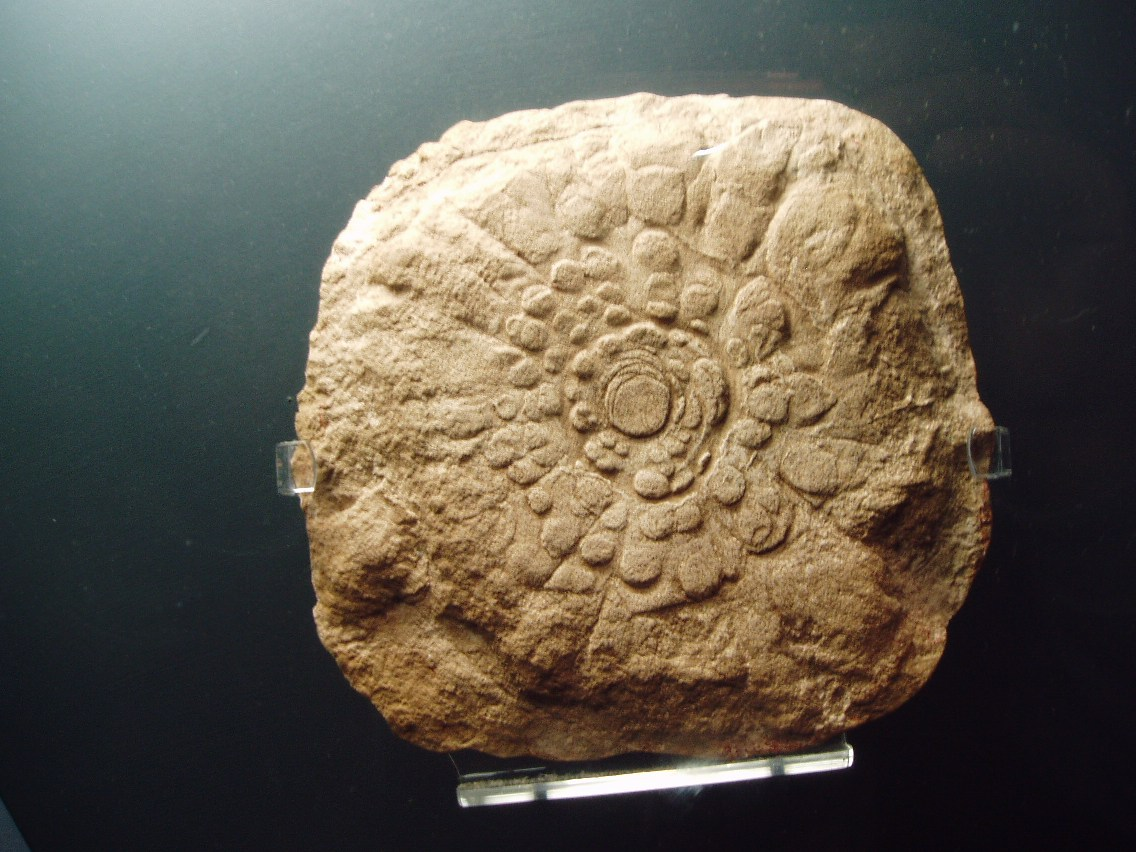
Mawsonites spriggi
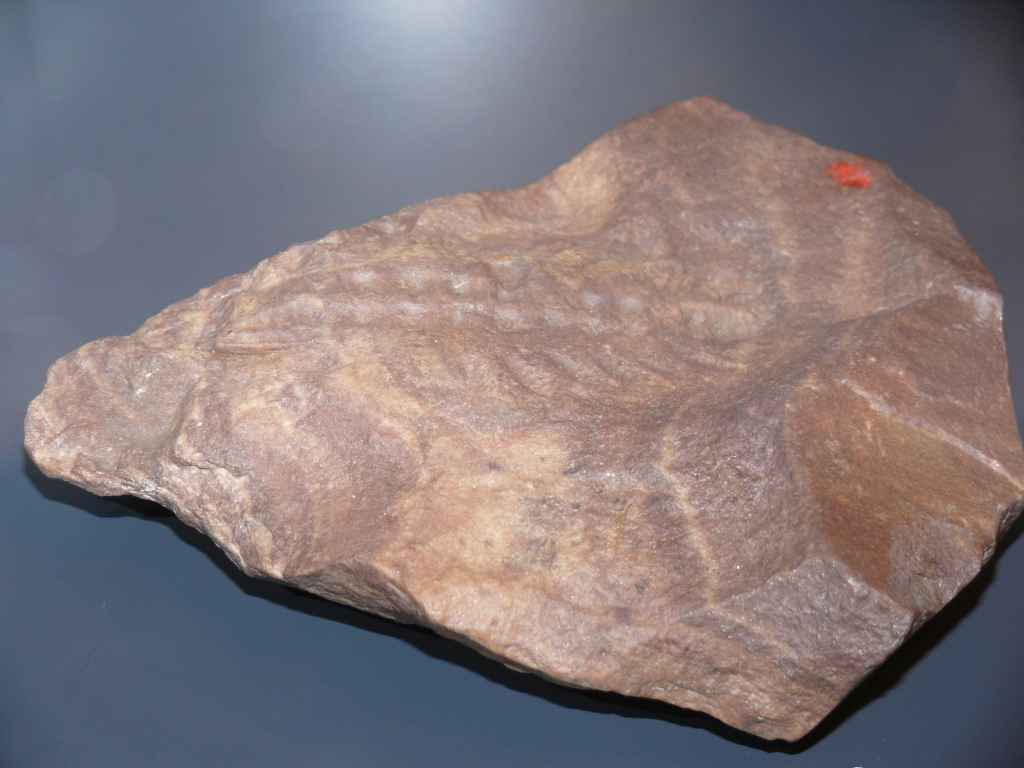
Xenusion